# Tuffi ai Giochi della XXV Olimpiade - Piattaforma 10 metri maschile
La competizione dei tuffi dalla piattaforma 10 metri maschile è stata una delle quattro gare di tuffi inclusa nel programma dei Giochi della XXVI Olimpiade disputati a Barcellona nel 1992.
La competizione è stata divisa in due fasi:
1. turno preliminare;
2. finale.

## Medaglie
| Posizione | Atleta      | Paese       |
| --------- | ----------- | ----------- |
|           | Sun Shuwei  | Cina        |
|           | Scott Donie | Stati Uniti |
|           | Xiong Ni    | Cina        |

## Risultati
|    | Sun Shuwei           | Cina              | 447,96 | 2  | 677,31 |  |  |  |  |  |
|    | Scott Donie          | Stati Uniti       | 423,45 | 4  | 633,63 |  |  |  |  |  |
|    | Xiong Ni             | Cina              | 453,87 | 1  | 600,15 |  |  |  |  |  |
| 4  | Jan Hempel           | Germania          | 426,27 | 3  | 574,17 |  |  |  |  |  |
| 5  | Robert Morgan        | Gran Bretagna     | 384,09 | 11 | 568,59 |  |  |  |  |  |
| 6  | Dmitrij Sautin       | Squadra Unificata | 389,28 | 9  | 565,95 |  |  |  |  |  |
| 7  | Michael Kühne        | Germania          | 393,21 | 6  | 558,54 |  |  |  |  |  |
| 8  | Keita Kaneto         | Giappone          | 391,05 | 7  | 529,14 |  |  |  |  |  |
| 9  | Rafael Álvarez       | Spagna            | 390,81 | 8  | 524,25 |  |  |  |  |  |
| 10 | Matt Scoggin         | Stati Uniti       | 379,20 | 12 | 492,60 |  |  |  |  |  |
| 11 | Alberto Acosta       | Messico           | 398,55 | 5  | 482,28 |  |  |  |  |  |
| 12 | Craig Rogerson       | Australia         | 388,83 | 10 | 458,43 |  |  |  |  |  |
|    |                      |                   |        |    |        |  |  |  |  |  |
| 13 | Michael Murphy       | Australia         | 371,88 | 13 |        |  |  |  |  |  |
| 14 | Bruno Fournier       | Canada            | 370,68 | 14 |        |  |  |  |  |  |
| 15 | Jesús Mena           | Messico           | 370,47 | 15 |        |  |  |  |  |  |
| 16 | Georgy Chogovadze    | Squadra Unificata | 361,47 | 16 |        |  |  |  |  |  |
| 17 | Alessandro De Botton | Italia            | 334,98 | 17 |        |  |  |  |  |  |
| 18 | Isao Yamagishi       | Giappone          | 331,23 | 18 |        |  |  |  |  |  |
| 19 | Frédéric Pierre      | Francia           | 329,01 | 19 |        |  |  |  |  |  |
| 20 | Gabriel Chereches    | Romania           | 327,72 | 20 |        |  |  |  |  |  |
| 21 | William Hayes        | Canada            | 324,39 | 21 |        |  |  |  |  |  |
| 22 | Grzegorz Kozdranski  | Polonia           | 322,83 | 22 |        |  |  |  |  |  |
| 23 | Dario di Fazio       | Venezuela         | 317,04 | 23 |        |  |  |  |  |  |